# Viggeby säteri
Viggeby är ett säteri i Söderköpings kommun (Skönberga socken), Östergötlands län. 

## Historik
Viggeby är ett säteri i Skönberga socken, Hammarkinds härad. Den har under äldre tider legat under Stegeborg, men ska sedan ha tillhört släkten Crusebjörn. Tillhörde 1783 majoren Adolf Ulrik Freidenfelt (1745–1793), senare hovjägmästaren Fredrik Lagercrantz (1732–1804), som 1799 försålde egendomen till generalmajoren, greve Philip von Schwerin (1751–1828). ägdes vidare av översten, greve Filip Verner von Schwerin (1810–1859) samt därefter av
hans änka, grevinnan Hedvig Mariana Charlotta von Schwerin.